# Speak White
Speak White (literalment, "Parleu blanc" és una injúria proferida als canadencs francoparlants pels canadencs angloparlants quan parlen el francès en públic. Aquesta expressió pejorativa ja no és gairebé mai utilitzada actualment, generalment condemnada per l'opinió popular.
La invectiva ha inspirat igualment un poema escrit per Michèle Lalonde el 1968 i una pel·lícula realitzada per Pierre Falardeau i Julien Poulin el 1980.
Aquesta expressió de supremacisme lingüístic és de caràcter molt similar al conegut "habláme en cristiano" utilitzat per castellanoparlants davant altres llengües peninsulars o ameríndies.

## Origen
André Laurendeau va recollir proves anecdòtiques al seu diari el 1963 durant la Comissió Laurendeau-Dunton que deien que canadencs angloparlants utilitzarien la frase contra canadencs francoparlants de fora de Quebec i va especular que s'havia extret del sud dels Estats Units. També suggereix que la frase es va utilitzar contra immigrants.